# Skytraders
Skytraders — австралійська авіакомпанія, штаб-квартира якої знаходиться в Аеропорту Мельбурн-Тулламарін (Австралія). Компанія була заснована в 1979 році і спочатку в-основному займалася вантажними перевезеннями. В останні роки вона в основному займається чартерними перевезеннями, в тому числі пов'язаними з підтримкою австралійської програми дослідження Антарктики.

## Операційна діяльність

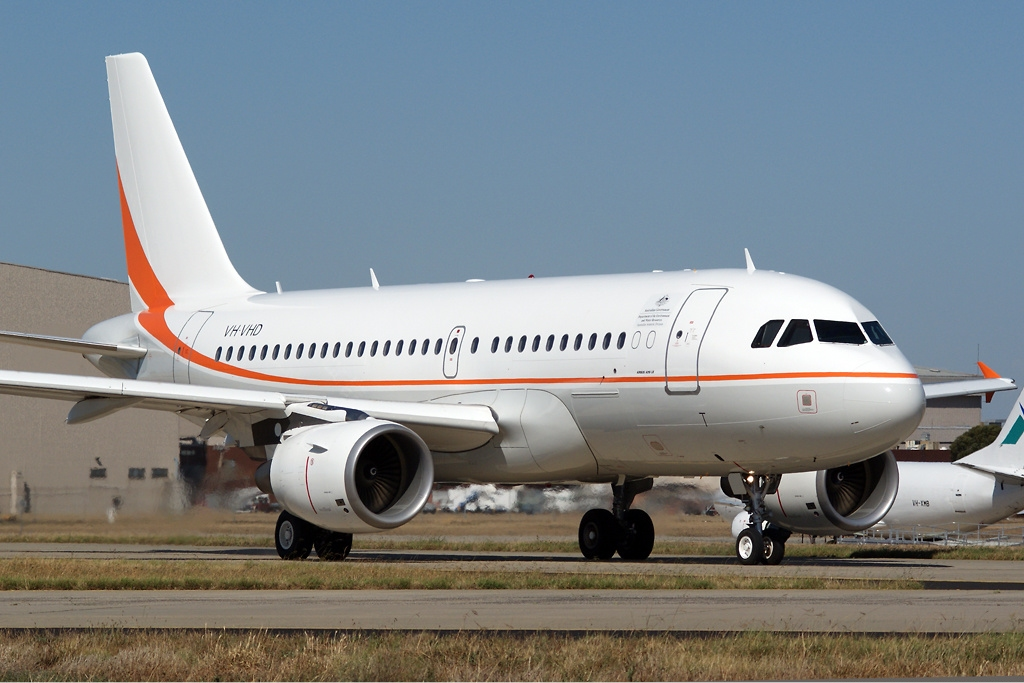
Літак Airbus A319 компанії Skytraders в аеропорту Мельбурна

У компанії немає регулярних пасажирських авіарейсів. Авіакомпанія Skytraders займається авіаперевезеннями на австралійську антарктичну станцію Кейсі (Casey Station), пов'язаними з науковою програмою Австралійського антарктичного відділення (англ. Australian Antarctic Division). У літній період здійснюється один рейс на тиждень з Міжнародного аеропорту Хобарта до аеродрому Уілкінс в Антарктиці, що знаходиться приблизно в 65 км від станції Кейсі.
Крім цього, авіакомпанія Skytraders здійснює інші чартерні рейси.

## Повітряний флот

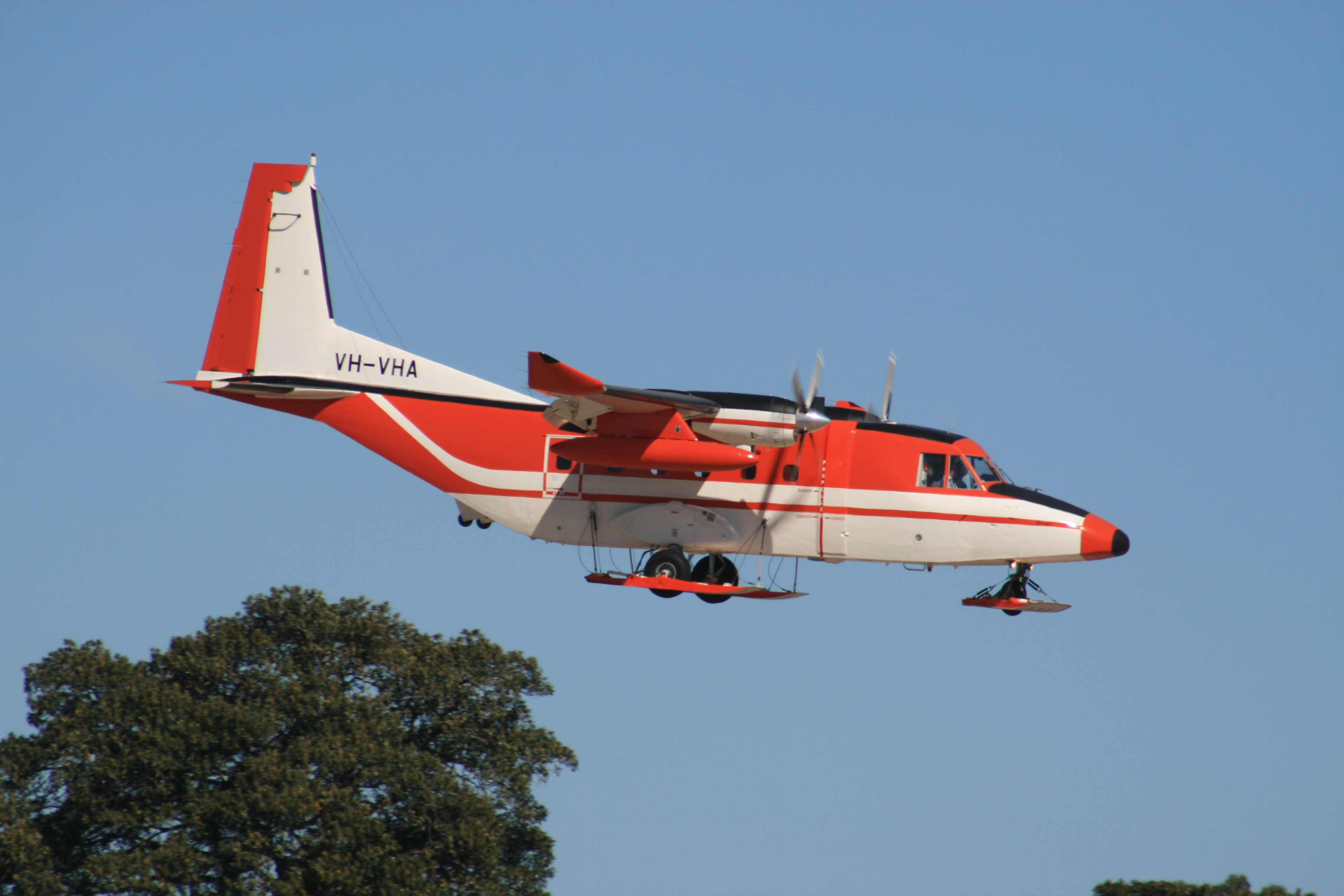
Літак CASA 212 компанії Skytraders приземляється в аеропорту Сіднея

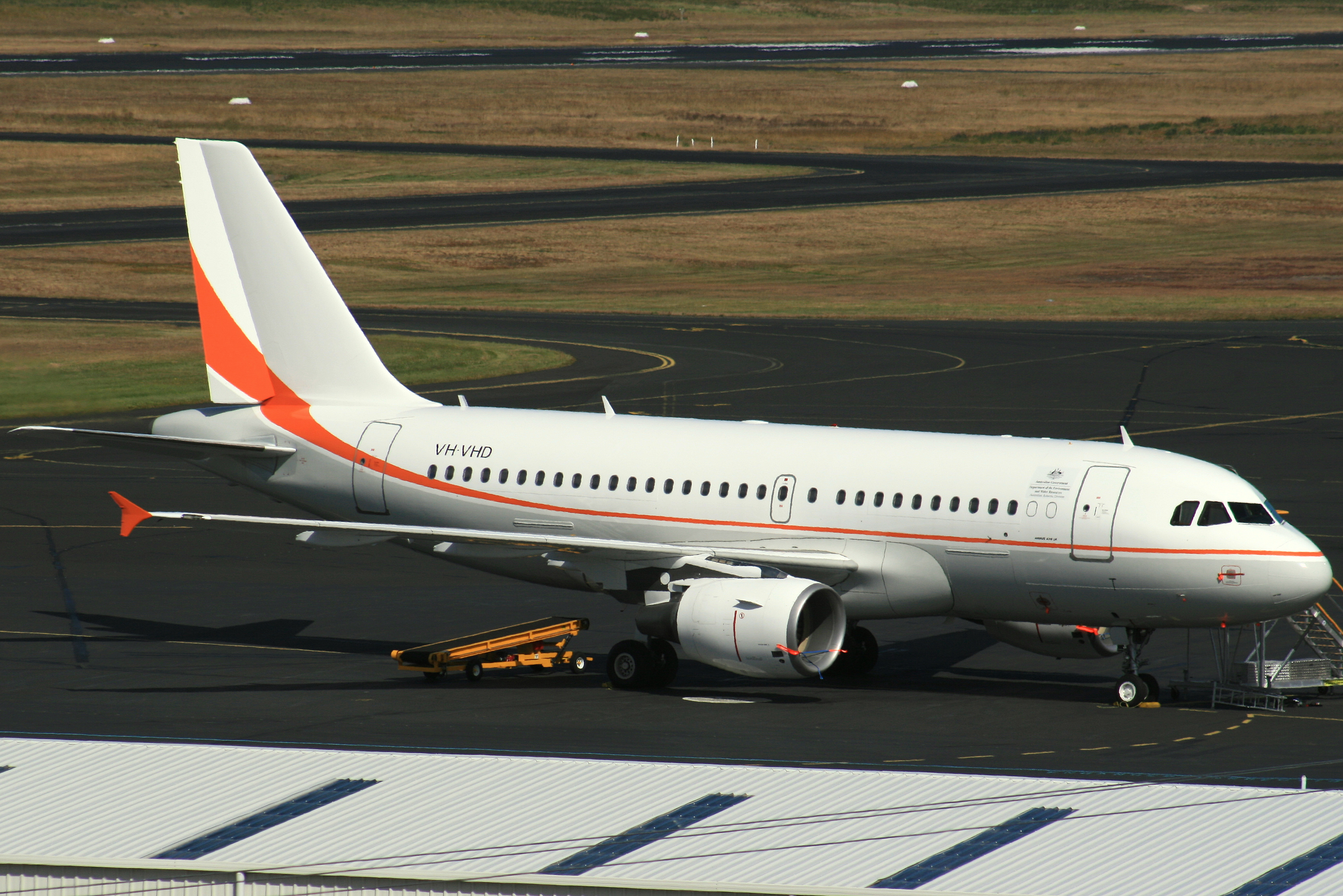
Літак Airbus A319 компанії Skytraders в аеропорту Хобарта

Станом на лютий 2015 року повітряний флот авіакомпанії Skytraders складали наступні літаки:
Літак Airbus A319 CJ (corporate jet — корпоративний літак) LR (long range — дальнього радіуса дії) може перемикатися між трьома конфігураціями: 48 місць (бізнес-клас) або 28 місць (бізнес-клас) + 54 місця (економ-клас) або 120 місць (економ-клас).
Літак CASA 212-400 може перевозити до 15 пасажирів, але зазвичай перевозить 5 пасажирів і вантажі.